# Теодо II
Теодо II (на немски: Theodo II, * 665, † 11 декември 716) от династията Агилолфинги, е от 680 до 716 г. херцог на Бавария, наричан още Теодо V. Наследява херцог Лантперт.

## Живот
Син е на принц Агилолф Баварски и внук на херцог Гарибалд II. Женен е за Фолхайд. Той се съюзява с лангобардите и през 702 г. дава убежище на крал Анспранд.
През 715 г. пътува до Рим и с папа Григорий II изработва план за организацията на метрополиите, заради независимостта на баварската църква от франките.
От около 711 г. синът му Теудеберт е съ-регент. Той разделя херцогството си през 712 г. между синовете си Теудеберт, Теобалд, Тасило II и Гримоалд II.